# 12 czerwca
12 czerwca jest 163. (w latach przestępnych 164.) dniem w kalendarzu gregoriańskim. Do końca roku pozostaje 202 dni.

## Święta
- Imieniny obchodzą: Antoni, Antonina, Bazylides, Bernard, Bolesław, Celestyna, Cyryn, Cyryna, Czesław, Czesława, Ewa, Gwido, Gwidon, Jan, Janina, Jarogniew, Jarogniewa, Kacper, Kasper, Kazimierz, Leon, Leona, Ludwik, Mieczysław, Mieczysława, Nabor, Nabur, Narcyz, Nazariusz, Nazary, Olimpiusz, Onufry, Piotr, Placyd, Przybyrad, Stefan, Tadea, Władysław, Władysława, Włodzimierz i Wyszemir.
- Brazylia – Dzień Zakochanych
- Filipiny – Święto Niepodległości
- Międzynarodowe – Światowy Dzień Sprzeciwu wobec Pracy Dzieci (od 2002 ustanowione przez ILO)
- Paragwaj – Rocznica Zakończenia Wojny o Chaco
- Polska – Święto Biura Ochrony Rządu
- Rosja – Dzień Rosji
- Wspomnienia i święta w Kościele katolickim[1][2] obchodzą:
  - Błogosławionych 108 męczenników polskich (z czasów II wojny światowej)
  - św. Flora z Beaulieu (joannitka) (dawn. 5 października)
  - bł. Floryda Cevoli (klaryska)
  - bł. Gwidon z Kortony (prezbiter)
  - bł. Hildegarda Burjan
  - św. Kasper Bertoni (prezbiter)
  - św. Leon III (papież)
  - bł. Mercedes Molina Ayala (zakonnica)
  - św. Onufry Wielki (ojciec pustyni)
  - bł. Wawrzyniec Maria od św. Franciszka Ksawerego (prezbiter)

## Wydarzenia w Polsce
- 1520 – Wojna pruska: zawarto rozejm, w czasie którego rozpoczęły się w Toruniu rokowania pokojowe między królem Zygmuntem I Starym a wielkim mistrzem Albrechtem Hohenzollernem. Mimo przedłużenia rozejmu do 4 lipca negocjacje nie przyniosły rezultatu i działania wojenne zostały wznowione.
- 1531 – Maciej Drzewicki został mianowany arcybiskupem gnieźnieńskim i prymasem Polski.
- 1541 – Barcin otrzymał prawa miejskie.
- 1583 – W katedrze na Wawelu kanclerz wielki koronny Jan Zamoyski poślubił swą trzecią żonę Gryzeldę Batorównę, bratanicę króla Polski Stefana Batorego.
- 1772 – I rozbiór Polski: wojska austriackie zajęły Krosno.
- 1809 – Wojna polsko-austriacka: zwycięstwo wojsk Księstwa Warszawskiego pod wodzą ks. Józefa Poniatowskiego w bitwie pod Wrzawami.
- 1822 – Pożar Wodzisławia Śląskiego.
- 1835 – We Lwowie odbyła się premiera komedii Dożywocie Aleksandra Fredry.
- 1901 – Rząd austriacki przyjął ustawę o budowie kanału łączącego Wisłę, Dunaj i Dniestr.
- 1930 – Wmurowano kamień węgielny pod budowę nowego gmachu Biblioteki Jagiellońskiej w Krakowie.
- 1940 – Na Stadionie Leśnym w Kielcach Niemcy rozstrzelali 63 Polaków z miejscowego więzienia.
- 1941 – W Palmirach Niemcy rozstrzelali 30 więźniów Pawiaka.
- 1943 – Niemcy rozstrzelali ostatnich 1,4 tys. Żydów z getta w Brzeżanach i ok. tysiąca z getta w Kozowej w byłym województwie tarnopolskim.
- 1967 – Dwa dni po zakończeniu wojny sześciodniowej Rząd PRL zerwał stosunki dyplomatyczne z Izraelem, oczekując jednocześnie, że „ambasador Izraela opuści Polskę wraz z personelem w najbliższych dniach”.
- 1970 – Premiera filmu obyczajowego Dziura w ziemi w reżyserii Andrzeja Kondratiuka.
- 1973 – Premiera filmu obyczajowego Chłopcy w reżyserii Ryszarda Bera.
- 1979 – Henryk Jaskuła wypłynął z portu w Gdyni w samotny rejs dookoła świata bez zawijania do portu.
- 1980 – Od uderzenia pioruna spłonęła wieża kościoła św. Mikołaja w Bydgoszczy.
- 1986 – Polska ponownie została członkiem Międzynarodowego Funduszu Walutowego.
- 1987 – W ramach swej trzeciej podróży apostolskiej do Polski papież Jan Paweł II przybył do Gdańska, gdzie spotkał się z młodzieżą na Westerplatte, z chorymi, inwalidami oraz lekarzami i pielęgniarkami w bazylice Mariackiej, po czym złożył kwiaty pod pomnikiem Poległych Stoczniowców. Punktem kulminacyjnym wizyty była msza na Zaspie dla około miliona osób.
- 1997 – Rozwiązano klub sportowy Stal Mielec. Na bazie dawnych sekcji powstały samodzielne kluby.
- 1999 – W ramach swej siódmej podróży apostolskiej do Polski papież Jan Paweł II odwiedził Sandomierz i Zamość.
- 2000 – Janusz Steinhoff został powołany na urząd wiceprezesa Rady Ministrów, Lech Kaczyński na urzędy ministra sprawiedliwości i prokuratora generalnego, a Jerzy Widzyk na urząd ministra transportu i gospodarki morskiej w rządzie Jerzego Buzka.
- 2003 – Wystartowała TV Trwam.
- 2004 – Konsekrowano bazylikę Matki Bożej Licheńskiej w Licheniu Starym.
- 2012 – Polska zremisowała z Rosją 1:1 w rozegranym na Stadionie Narodowym w Warszawie swym drugim meczu grupowym w ramach turnieju Euro 2012.

## Wydarzenia na świecie

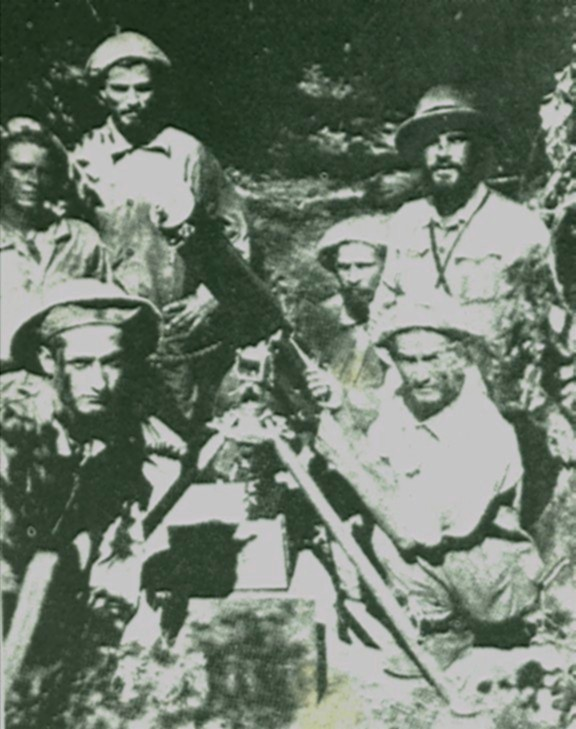
Paragwajscy żołnierze w trakcie wojny o Chaco (1932–1934)

- 910 – Zwycięstwo wojsk węgierskich nad wschodniofrankijskimi w bitwie pod Augsburgiem.
- 1168 – Upadek Arkony – grodu obronnego zachodniosłowiańskich Ranów na wyspie Rugia i największego ośrodka kultu Świętowita.
- 1382 – Litewska wojna domowa: mieszkańcy Wilna wpuścili do miasta wojska wielkiego księcia Litwy i przyszłego króla Polski Władysława Jagiełły.
- 1429 – Wojna stuletnia: wojska francuskie pod wodzą Joanny d’Arc pokonały Anglików w bitwie pod Jargeau.
- 1446 – Rozpoczęły się negocjacje w celu zakończenia szwajcarskiej wojny domowej.
- 1538 – W katedrze w St Andrews król Szkocji Jakub V poślubił swą drugą żonę, księżniczkę lotaryńską Marię de Guise (ślub „per procura” odbył się w Notre-Dame w Paryżu 18 maja tego roku).
- 1545 – Karol III Wielki został księciem Lotaryngii i Baru.
- 1550 – Założono Helsinki.
- 1648 – Angielska wojna domowa: nierozstrzygnięta bitwa pod Mauchline Muir.
- 1653 – I wojna angielsko-holenderska: rozpoczęła się bitwa morska na płyciźnie Gabbard.
- 1665 – II wojna angielsko-holenderska: zajęty przez Anglików Nowy Amsterdam został przemianowany na Nowy Jork.
- 1667 – Jean-Baptiste Denys, nadworny lekarz króla Francji Ludwika XIV, przeprowadził pierwszą w historii transfuzję krwi.
- 1733 – W Wolfenbüttel przyszły król Prus Fryderyk II Wielki poślubił Elżbietę Krystynę z Brunszwiku-Wolfenbüttel-Bevern.
- 1776 – Uchwalono Deklarację Praw Wirginii.
- 1778 – W Paryżu odbyła się prapremiera XXXI Symfonii Wolfganga Amadeusa Mozarta.
- 1790 – Stolicą Stanów Zjednoczonych została Filadelfia (do 1800 roku).
- 1794 – Armia francuskich rewolucjonistów pod wodzą Jean-Baptiste Jourdana zajęła Charleroi.
- 1798:
  - Rewolucja irlandzka: rozpoczęła się bitwa pod Ballynahinch.
  - Wojska francuskie zajęły rządzone wówczas przez Zakon Maltański wyspy Gozo i Malta (10-12 czerwca).
- 1808 – Wojna na Półwyspie Iberyjskim: zwycięstwo wojsk francuskich nad hiszpańskimi w bitwie pod Cabezón.
- 1817 – Niemiec Karl Drais odbył pierwszą jazdę na skonstruowanym przez siebie drewnianym pierwowzorze roweru.
- 1819 – Francuski astronom Jean-Louis Pons odkrył kometę krótkookresową 7P/Pons-Winnecke.
- 1848 – W Pradze zakończył się Zjazd Słowiański.
- 1859 – Henry Temple został po raz drugi premierem Wielkiej Brytanii.
- 1862 – Piotr Wirth założył w Niemczech zgromadzenie zakonne braci franciszkanów od Świętego Krzyża.
- 1864 – Wojna secesyjna: zwycięstwo wojsk Unii w bitwie pod Cynthianą i Konfederatów w bitwie pod Cold Harbor.
- 1869 – Wszedł do służby brytyjski pancernik HMS „Monarch”.
- 1889 – 80 osób zginęło, a 260 zostało rannych w zderzeniu pociągów w Armagh (obecnie Irlandia Północna).
- 1893 – major armii japońskiej Yasumasa Fukushima zakończył 16-miesięczną podróż konną z Berlina do Władywostoku.
- 1897 – Opatentowano szwajcarski nóż oficerski.
- 1898 – Filipiny uzyskały niepodległość (od Hiszpanii).
- 1899 – Przedsiębiorstwo Renault zaprezentowało w Paryżu swój pierwszy pojazd – Typ A.
- 1901:
  - Kuba została objęta amerykańskim protektoratem.
  - Zwodowano niemiecki krążownik SMS „Zähringen”.
- 1902 – Została uchwalona konwencja haska dotycząca uregulowania opieki nad małoletnimi.
- 1903 – Namiestnik Kaukazu Grigorij Golicyn wydał rozporządzenie włączające nieruchomości Apostolskiego Kościoła Ormiańskiego pod kontrolę carską.
- 1910 – Założono holenderski klub piłkarski PEC Zwolle.
- 1912 – Założono honduraski klub piłkarski Olimpia Tegucigalpa.
- 1918:
  - 99,2% spośród głosujących w referendum obywateli Haiti opowiedziało się za przyjęciem nowej konstytucji.
  - Rosja Radziecka zawarła preliminaryjny pokój z Państwem Ukraińskim.
- 1920 – Podczas konwencji w Chicago Partia Republikańska nominowała senatora Warrena Hardinga na kandydata na prezydenta, a gubernatora Massachusetts Calvin Coolidgeʼa na kandydata na wiceprezydenta w zaplanowanych na 2 listopada wyborach prezydenckich.
- 1922 – Tomosaburō Katō został premierem Japonii.
- 1924 – 48 marynarzy zginęło w wyniku eksplozji i pożaru na pancerniku USS „Mississippi” u wybrzeża Kalifornii.
- 1926 – Rozgłośnia WRNY w Nowym Jorku przeprowadziła pierwszą transmisję muzyki wykonywanej na pierwszym polifonicznym instrumencie elektronicznym – pianoradzie.
- 1927 – Włoski fizyk, konstruktor i noblista Guglielmo Marconi poślubił swą drugą żonę, księżną Marię Krystynę Bezzi-Scali de Roma.
- 1934 – Otwarto Stadion Dynama Mińsk.
- 1935 – Paragwaj i Boliwia podpisały rozejm kończący wojnę o Chaco.
- 1939:
  - Ukazała się powieść George’a Orwella Brak tchu.
  - W Cooperstown w stanie Nowy Jork otwarto National Baseball Hall of Fame and Museum.
- 1940 – W Bangkoku zawarto pakt o nieagresji między Tajlandią a Wielką Brytanią.
- 1942 – W dniu swych 13. urodzin Anna Frank rozpoczęła pisanie pamiętnika.
- 1943 – Bitwa o Atlantyk: niemiecki okręt podwodny U-118 został zatopiony koło Wysp Kanaryjskich amerykańskimi bombami głębinowymi, w wyniku czego zginęło 43 członków załogi, a 16 pozostałych zostało wziętych do niewoli.
- 1945 – Na mocy porozumienia z rządem Tity wojska amerykańskie i brytyjskie zajęły Triest wraz z częścią obszaru Wenecji Julijskiej, które do tej okupowali jugosłowiańscy partyzanci.
- 1946 – Abdykował ostatni król Włoch Humbert II.
- 1948 – W starciach w stolicy Libii Trypolisie zginęło 13–14 Żydów i 4 Arabów, 90 osób zostało rannych.
- 1950 – Premiera amerykańskiego filmu noir Panika na ulicach w reżyserii Elii Kazana.
- 1954 – Dominik Savio został kanonizowany przez papieża Piusa XII.
- 1960 – Juan de Ribera został kanonizowany przez papieża Jana XXIII.
- 1962:
  - Dawda Kairaba Jawara został jedynym w historii premierem Gambii.
  - We wschodniej Wenezueli założono Park Narodowy Canaima.
- 1963 – Premiera amerykańskiego filmu historycznego Kleopatra w reżyserii Josepha L. Mankiewicza.
- 1964 – Nelson Mandela został skazany na dożywotnie pozbawienie wolności.
- 1967:
  - Premiera brytyjskiego filmu sensacyjnego Żyje się tylko dwa razy w reżyserii Lewisa Gilberta.
  - W Singapurze wprowadzono nową walutę – dolara singapurskiego.
  - Wystrzelono radziecką sondę wenusjańską Wenera 4.
- 1968:
  - Belg Eddy Merckx wygrał swój pierwszy z pięciu wyścigów Giro d’Italia.
  - Premiera horroru Dziecko Rosemary w reżyserii Romana Polańskiego.
- 1969 – Tymczasowa zapora odcięła na kilka miesięcy dopływ wody do amerykańskiej części wodospadu Niagara. W tym samym czasie uprzątnięto wielkie głazy zalegające na dnie, co umożliwiło rejsy statków pod sam wodospad.
- 1970 – Założono męski klub koszykarski BC Andorra.
- 1972 – Premiera amerykańskiego filmu pornograficznego Głębokie gardło w reżyserii Gerarda Damiano.
- 1973 – Helmut Kohl został przewodniczącym CDU.
- 1978 – Amerykański seryjny morderca David Berkowitz został skazany na sześciokrotne dożywotnie pozbawienie wolności.
- 1979 – Skonstruowany przez amerykańskiego inżyniera Paula MacCready’ego i pilotowany przez kolarza Bryana Allena mięśniolot Gossamer Albatross jako pierwszy statek powietrzny napędzany siłą ludzkich mięśni przeleciał nad kanałem La Manche, zdobywając Nagrodę Kremera.
- 1980:
  - Koło Valley w Nebrasce rozbił się należący do Air Wisconsin samolot turbośmigłowy Fairchild Swearingen Metroliner, któremu w trakcie gwałtownej burzy zgasły oba silniki, w wyniku czego zginęło 13 osób, a 2 zostały ciężko ranne.
  - Należący do Aerofłotu Jak-40 uderzył w zbocze góry w trakcie podchodzenia do lądowania w Duszanbe, w wyniku czego zginęło wszystkich 29 osób na pokładzie.
- 1981 – Premiera amerykańskiego filmu przygodowego Poszukiwacze zaginionej arki w reżyserii Stevena Spielberga.
- 1982 – Wojna o Falklandy: zwycięstwa wojsk brytyjskich w bitwach o grzbiet Two Sisters i o Mount Longdon.
- 1984:
  - Papież Jan Paweł II przybył z wizytą do Szwajcarii.
  - We Francji rozpoczęły się VII Mistrzostwa Europy w Piłce Nożnej.
- 1987:
  - Były środkowoafrykański dyktator Jean-Bédel Bokassa został skazany na karę śmierci.
  - Premiery filmów: Predator w reżyserii Johna McTiernana i Czarownice z Eastwick w reżyserii George’a Millera.
  - Prezydent USA Ronald Reagan, podczas przemówienia wygłoszonego przed Bramą Brandenburską do mieszkańców Berlina Zachodniego, wezwał Michaiła Gorbaczowa do zburzenia Muru Berlińskiego.
- 1990 – Rosja ogłosiła deklarację suwerenności.
- 1991:
  - Boris Jelcyn wygrał wybory prezydenckie w Rosji.
  - Lankijskie wojsko dokonało masakry 152 Tamilów w wiosce Kokkadichcholai na wschodzie kraju.
  - Michael Jordan poprowadził drużynę Chicago Bulls do pierwszego mistrzostwa NBA.
- 1994 – Dokonano oblotu Boeinga 777.
- 1999 – Rozpoczęła się misja pokojowa KFOR w Kosowie.
- 2000 – W Wilnie rozpoczął się międzynarodowy kongres „Ocena zbrodni komunizmu” z udziałem m.in. byłego prezydenta Polski Lecha Wałęsy oraz rosyjskiego dysydenta Siergieja Kowalowa.
- 2004 – W Portugalii rozpoczęły się XII Mistrzostwa Europy w Piłce Nożnej.
- 2008:
  - Irlandczycy w referendum odmówili zgody na ratyfikację Traktatu Lizbońskiego.
  - W swym drugim meczu grupowym na XIII Mistrzostwach Europy Polska zremisowała w Wiedniu z Austrią 1:1.
- 2009:
  - Bojówki plemienia Nuerów zaatakowały na rzece Sobat w Sudanie konwój 27 barek wiozących pomoc żywnościową ONZ, zatapiając 11 z nich i zabijając 40 cywilów i żołnierzy sudańskich chroniących konwój.
  - Erupcja Wulkanu Saryczewa na Wyspach Kurylskich.
  - Mahmud Ahmadineżad wygrał ponownie wybory prezydenckie w Iranie.
- 2010:
  - Na Słowacji odbyły się wybory parlamentarne.
  - W Belgii odbyły się wybory parlamentarne.
- 2011 – Wojna domowa w Syrii: zwycięstwo wojsk rządowych w bitwie o Dżisr asz-Szughur.
- 2014:
  - Ofensywa Państwa Islamskiego w Iraku: w zdobytym przez dżihadystów Tikricie doszło do masakry 560–770 według Human Rights Watch lub 1700 według Państwa Islamskiego żołnierzy, rekrutów, policjantów i innych osób z otoczenia irackich sił bezpieczeństwa.
  - W Brazylii rozpoczęły się XX Mistrzostwa Świata w Piłce Nożnej.
- 2015 – W stolicy Azerbejdżanu Baku rozpoczęły się I Igrzyska Europejskie.
- 2016:
  - 50 osób zginęło, a 53 zostały ranne w strzelaninie w klubie nocnym w Orlando na Florydzie.
  - W swym pierwszym meczu grupowym podczas rozgrywanych we Francji XV Mistrzostw Europy w Piłce Nożnej Polska pokonała w Nicei Irlandię Północną 1:0.
- 2018 – W Singapurze odbyło się pierwsze w historii amerykańsko-północnokoreańskie spotkanie na szczycie między Donaldem Trumpem i Kim Dzong Unem.
- 2022 – Dżihadyści dokonali masakry ponad 100 mężczyzn w departamencie Seytenga w prowincji Séno w północno-wschodnim Burkina Faso.
- 2024 – Judith Tuluka objęła, jako pierwsza kobieta, urząd premiera Demokratycznej Republiki Konga.
- 2025 – Mający lecieć do Londynu Boeing 787 linii Air India rozbił się krótko po starcie z indyjskiego Ahmadabadu, w wyniku czego zginęło 290 osób (241 osób na pokładzie i 49 osób na ziemi).

## Urodzili się
- 950 – Reizei, cesarz Japonii (zm. 1011)[potrzebny przypis]
- 1107 – Gaozong, cesarz Chin (zm. 1187)[3]
- 1161 – Konstancja, księżna Bretanii (zm. 1201)
- 1508 – Jadwiga Podiebradówna, księżniczka ziębicko-oleśnicka, margrabina brandenburska (zm. 1531)
- 1519 – Kosma I Medyceusz, wielki książę Toskanii (zm. 1574)
- 1561 – Anna Wirtemberska, księżna oławska, wołowska i legnicka (zm. 1616)
- 1577 – Paul Guldin, szwajcarski matematyk, astronom (zm. 1643)
- 1580 – Adriaen van Stalbemt, flamandzki malarz (zm. 1662)
- 1634 – Giuseppe Recco, włoski malarz (zm. 1695)
- 1651 – (data chrztu) Johann Georg Ahle, niemiecki kompozytor, organista, poeta (zm. 1706)[potrzebny przypis]
- 1676 – Johann Moritz Gustav von Manserscheid-Blankenheim, niemiecki duchowny katolicki, biskup Wiener Neustadt, arcybiskup metropolita praski i prymas Czech (zm. 1763)
- 1713 – Henning Adolf Gyllenborg, szwedzki polityk (zm. 1775)
- 1728 – Maria Natalia od św. Ludwika Vanot, francuska urszulanka, męczennica, błogosławiona (zm. 1794)
- 1731 – Jan Antoni Józef de Villette, francuski męczennik, błogosławiony (zm. 1792)
- 1734 – Claude Carloman de Rulhière, francuski poeta, dyplomata, historyk (zm. 1791)
- 1735 – Johann Heinrich von Wrochem, niemiecki ziemianin, polityk (zm. 1807)
- 1738 – Petar Vid Gvozdanović, chorwacki dowódca wojskowy (zm. 1802)
- 1739 – Apolinary z Posat, francuski kapucyn, męczennik, błogosławiony (zm. 1792)
- 1745 – Juan Bautista Muñoz, hiszpański historyk, kosmograf, znawca i kronikarz Ameryki Południowej (zm. 1799)
- 1754 – Louis-Charles de Flers, francuski generał (zm. 1794)
- 1758 – Zygmunt Bogacz, polski hutnik (zm. 1800)
- 1760 – Jean-Baptiste Louvet de Couvray, francuski pisarz, polityk (zm. 1797)[potrzebny przypis]
- 1767 – Aleksy Fryderyk Chrystian, książę Anhalt-Bernburg (zm. 1834)
- 1773:
  - Amschel Mayer Rothschild, niemiecki bankier pochodzenia żydowskiego (zm. 1855)
  - Antonina Maria Verna, włoska zakonnica, błogosławiona (zm. 1838)
- 1775 – Karl von Müffling, pruski dowódca wojskowy (zm. 1851)
- 1776 – Karl Friedrich Burdach, niemiecki neuroanatom, fizjolog (zm. 1847)
- 1777 – Johann Ernst Benno, niemiecki pisarz (zm. 1848)
- 1786 – Aleksander Graybner, polski polityk, prezydent Warszawy (zm. 1847)
- 1791 – Onufry Krynicki, ukraiński duchowny greckokatolicki, działacz społeczny (zm. 1867)
- 1793 – Henry FitzGerald-de Ros, brytyjski arystokrata, polityk (zm. 1839)
- 1800 – Carl Eduard Hammerschmidt, austriacko-turecki mineralog, entomolog, lekarz (zm. 1874)
- 1802 – Harriet Martineau, brytyjska abolicjonistka, feministka, dziennikarka, ekonomistka, filozof (zm. 1876)
- 1806:
  - Antoni Dąbczański, polski ziemianin, prawnik, adwokat, działacz narodowy (zm. 1887)
  - John Augustus Roebling, amerykański inżynier, budowniczy mostów pochodzenia niemieckiego (zm. 1869)
- 1816 – Antoni Ostaszewski, polski lekarz (zm. 1883)
- 1819 – Charles Kingsley, brytyjski duchowny anglikański, poeta, prozaik, dramaturg (zm. 1875)
- 1826 – Erazm Parczewski, polski działacz społeczno-narodowy na Pomorzu i Warmii (zm. 1915)
- 1827 – Johanna Spyri, szwajcarska pisarka (zm. 1901)
- 1831 – George Shaw-Lefevre, brytyjski arystokrata, polityk (zm. 1928)
- 1838 – Paul Grohmann, austriacki wspinacz, pisarz (zm. 1908)
- 1840:
  - Jakub Arbes, czeski prozaik, krytyk literacki, dziennikarz (zm. 1914)
  - Władysław Fudalewski, polski duchowny katolicki, publicysta, regionalista (zm. 1918)
- 1842 – Rikard Nordraak, norweski kompozytor (zm. 1866)
- 1843 – David Gill, szkocki astronom (zm. 1914)
- 1846 – Józef Weber, polski duchowny katolicki pochodzenia niemieckiego, zmartwychwstaniec, biskup pomocniczy lwowski (zm. 1918)
- 1851 – Oliver Lodge, brytyjski fizyk, wynalazca, pisarz (zm. 1940)
- 1854 – Charles Edward Beevor, brytyjski neurolog, anatom (zm. 1908)
- 1858 – Henry Scott Tuke, brytyjski malarz, fotograf (zm. 1929)
- 1859 – Leopold Koburg, książę Brabancji (zm. 1869)
- 1860:
  - Berta Katscher, węgierska pisarka, dziennikarka, tłumaczka (zm. 1903)
  - William J. Wynn, amerykański polityk (zm. 1935)
- 1862 – William Broaddus Pritchard, amerykański neurolog (zm. 1932)
- 1863 – Lev Skrbenský z Hříště, czeski duchowny katolicki, arcybiskup metropolita praski i prymas Czech, arcybiskup ołomuniecki, kardynał (zm. 1938)
- 1864 – Frank Michler Chapman, amerykański ornitolog (zm. 1945)
- 1865 – Ludwik Wilhelm, książę badeński (zm. 1888)
- 1871 – Lu Zhengxiang, chiński polityk, dyplomata, zakonnik katolicki (zm. 1949)
- 1873 – Włodzimierz Jasiński, polski duchowny katolicki, biskup sandomierski i łódzki (zm. 1965)
- 1874 – Charles L. McNary, amerykański polityk, senator (zm. 1944)
- 1877 – Thomas Charles Hart, amerykański admirał, polityk, senator (zm. 1971)
- 1878:
  - James Oliver Curwood, amerykański pisarz (zm. 1927)
  - Myrtle McAteer, amerykańska tenisistka (zm. 1952)
- 1879 – Kazimierz Bassalik, polski botanik, mikrobiolog (zm. 1960)
- 1881 – Adolf Pojda, polski duchowny katolicki, działacz narodowy i plebiscytowy (zm. 1942)
- 1882:
  - Ludwik Bernacki, polski historyk literatury polskiej i teatru, edytor, bibliotekarz, bibliograf (zm. 1939)
  - Gustaf Grönberger, szwedzki przeciągacz liny (zm. 1972)
- 1883 – Fernand Gonder, francuski lekkoatleta, tyczkarz (zm. 1969)
- 1885 – Jan Januszewicz, polski oficer (zm. po 1934)
- 1887 – Julius Pokorny, austriacki językoznawca, celtolog (zm. 1970)
- 1888 – Johnny Buff, amerykański bokser (zm. 1955)
- 1889:
  - Otto Merz, niemiecki kierowca wyścigowy (zm. 1933)
  - Julius Skutnabb, fiński łyżwiarz szybki (zm. 1965)
- 1890:
  - Théophile Alajouanine, francuski neurolog (zm. 1980)
  - Piotr Bartak, polski pułkownik (zm. 1939)
  - Egon Schiele, austriacki malarz, grafik (zm. 1918)
- 1892:
  - Djuna Barnes, amerykańska pisarka (zm. 1982)
  - Philip Inman, brytyjski arystokrata, polityk (zm. 1979)
  - Ferdinand Schörner, niemiecki feldmarszałek (zm. 1973)
- 1893 – Imre Németh, węgierski pisarz (zm. 1970)
- 1894 – Hans Luxenburger, niemiecki psychiatra (zm. 1976)
- 1895:
  - Wanda Dubieńska, polska sportsmenka (zm. 1968)
  - Antoni Purtal, polski stolarz, drukarz, dziennikarz, działacz PPS, powstaniec śląski, samorządowiec (zm. 1943)
- 1896 – Boris Skosyriew, rosyjski awanturnik, emigrant (zm. 1989)
- 1897:
  - Percy Bryant, amerykański bobsleista (zm. 1960)
  - Maria Cambridge, brytyjska arystokratka (zm. 1987)
  - Anthony Eden, brytyjski polityk, premier Wielkiej Brytanii (zm. 1977)
- 1898 – Anastasij Wonsiacki, rosyjski wojskowy, polityk faszystowski, emigrant (zm. 1965)
- 1899:
  - Anni Albers, amerykańska projektantka tkanin, grafik pochodzenia niemieckiego (zm. 1994)
  - Fritz Lipmann, amerykański biochemik, laureat Nagrody Nobla pochodzenia niemieckiego (zm. 1986)
  - Weegee, amerykański fotograf, dziennikarz (zm. 1968)
- 1900 – Friedrich III Leopold Praschma, niemiecki arystokrata, posiadacz ziemski (zm. 2000)
- 1901:
  - Jan Bartecki, polski pedagog (zm. 1967)
  - Clyde Geronimi, amerykański reżyser filmów animowanych pochodzenia włoskiego (zm. 1989)
  - Harold Muller, amerykański lekkoatleta, skoczek wzwyż (zm. 1962)
- 1902:
  - Hendrik Elias, flamandzki historyk, polityk, kolaborant (zm. 1973)
  - Al Jochim, amerykański gimnastyk (zm. 1980)
  - Wasilij Prochwatiłow, radziecki polityk (zm. 1983)
- 1903:
  - Tatiana Czechowska, polska aktorka (zm. 1968)
  - Fritz Ketz, niemiecki malarz, grafik (zm. 1983)
- 1904:
  - William Cox, amerykański lekkoatleta, długodystansowiec (zm. 1996)
  - Adolf Lindenbaum, polski matematyk, logik, wykładowca akademicki pochodzenia żydowskiego (zm. 1941)
  - Antoni Łyżwański, polski malarz, grafik, fotograf, pedagog (zm. 1972)
- 1905:
  - Ray Barbuti, amerykański lekkoatleta, sprinter (zm. 1988)
  - Antun Bonačić, chorwacki piłkarz (zm. 1948)
  - Eugeniusz Pichell, polski artysta grafik (zm. 1976)
- 1906 – Mieczysław Balcer, polski piłkarz, trener piłkarski, lekkoatleta, wieloboista (zm. 1995)
- 1907:
  - Farid Simajka, egipski skoczek do wody, pilot wojskowy w służbie amerykańskiej (zm. 1943)
  - Hans Steger, niemiecki rzeźbiarz (zm. 1968)
  - Émile Veinante, francuski piłkarz, trener (zm. 1983)
  - Alexander Wood, amerykański piłkarz (zm. 1987)
- 1908:
  - Michel Marcel Navratil, francuski filozof pochodzenia słowacko-włoskiego (zm. 2001)
  - Henri Rol-Tanguy, francuski komunista, działacz ruchu oporu (zm. 2002)
  - Marina Siemionowa, rosyjska primabalerina (zm. 2010)
  - Otto Skorzeny, austriacki oficer niemieckich jednostek Waffen-SS, inżynier, przedsiębiorca (zm. 1975)
  - Moufdi Zakaria, algierski poeta (zm. 1977)
- 1909:
  - Pál Dunay, węgierski szpadzista, florecista (zm. 1993)
  - Eleanor Garatti, amerykańska pływaczka (zm. 1998)
  - Mou Zongsan, chiński filozof, wykładowca akademicki (zm. 1995)
  - Wiesław Strzałkowski, polski prawnik, filozof, poeta, wykładowca akademicki, polityk emigracyjny (zm. 1988)
- 1910 – Antonio Poma, włoski duchowny katolicki, arcybiskup metropolita Bolonii, kardynał (zm. 1985)
- 1911:
  - Charles King, brytyjski kolarz torowy (zm. 2001)
  - Seweryn Kruszyński, polski operator filmowy (zm. 1993)
- 1912:
  - Władysław Fiszdon, polski matematyk, mechanik (zm. 2004)
  - Jan Tomasz Zamoyski, polski ziemianin, polityk, senator RP (zm. 2002)
- 1913:
  - Jan Gruszczyński, polski działacz komunistyczny (zm. 1944)
  - Maurice Ohana, francuski kompozytor (zm. 1992)
- 1914:
  - Max Allon, izraelski przedsiębiorca, malarz, dyplomata (zm. 2003)
  - Wu Qingyuan, japoński gracz go pochodzenia chińskiego (zm. 2014)
- 1915:
  - Mildred Fizzell, kanadyjska lekkoatletka, sprinterka (zm. 1993)
  - David Rockefeller, amerykański finansista, filantrop (zm. 2017)
- 1916:
  - Irwin Allen, amerykański reżyser i producent filmowy (zm. 1991)
  - Phil Cade, amerykański kierowca wyścigowy (zm. 2001)
  - Raúl Héctor Castro, amerykański polityk, dyplomata pochodzenia meksykańskiego (zm. 2015)
  - Johann Mohr, niemiecki oficer Kriegsmarine (zm. 1943)
- 1917:
  - Jerzy Krzywicki, polski historyk filozofii, tłumacz, kierownik sekcji polskiej Radia Wolna Europa (zm. 2005)
  - Albin Małysiak, polski duchowny katolicki, biskup pomocniczy krakowski (zm. 2011)
- 1918:
  - Samuel Z. Arkoff, amerykański producent filmowy pochodzenia żydowskiego (zm. 2001)
  - Juan Eliseo Mojica Oliveros, kolumbijski duchowny katolicki, biskup Gargoa (zm. 1989)
- 1919:
  - Ahmed Abdallah, komoryjski polityk, prezydent Komorów (zm. 1989)
  - Uta Hagen, amerykańska aktorka pochodzenia niemieckiego (zm. 2004)
- 1920 – Janusz Budzanowski, polski harcerz, obrońca Grodna (zm. 1939)
- 1921:
  - Hans Carl Artmann, austriacki poeta (zm. 2000)
  - Luis García Berlanga, hiszpański reżyser i scenarzysta filmowy (zm. 2010)
  - Wiera Bielik, radziecka czerwonoarmistka (zm. 1944)
  - Dennis Taylor, brytyjski kierowca wyścigowy (zm. 1962)
- 1922:
  - Margherita Hack, włoska astrofizyk, pisarka, popularyzatorka nauki (zm. 2013)
  - Roman Lemanik, polski magik, iluzjonista (zm. 1987)
- 1923:
  - Juan Arza, hiszpański piłkarz, trener (zm. 2011)
  - Anatolij Konstantinow, radziecki marszałek lotnictwa (zm. 2006)
- 1924:
  - George H.W. Bush, amerykański polityk, wiceprezydent i prezydent USA (zm. 2018)
  - Barbara Leonard, amerykańska polityk (zm. 2013)
- 1925:
  - Sigmund Bakala, czeski działacz podziemia antykomunistycznego (zm. 1951)
  - Teofil Cieśla, polski działacz partyjny i państwowy, urzędnik konsularny
  - Franz Heiduk, niemiecki leksykograf, biografista, pedagog (zm. 2023)
  - Bolesław Michałek, polski krytyk i scenarzysta filmowy, dyplomata (zm. 1997)
  - Jerzy Pac, polski chorąży (zm. 1945)
  - Ferdynand Wójtowski, polski inżynier rolnik, profesor nauk rolniczych (zm. 2018)
- 1926:
  - Amadeo Carrizo, argentyński piłkarz, bramkarz (zm. 2020)
  - Héctor García, urugwajski koszykarz
  - Zara Nutley, brytyjska aktorka pochodzenia nowozelandzkiego (zm. 2016)
  - Teresa Pągowska, polska malarka, pedagog (zm. 2007)
- 1927:
  - Timir Piniegin, rosyjski żeglarz sportowy (zm. 2013)
  - Jerzy Szpunar, polski aktor (zm. 2012)
- 1928:
  - Vic Damone, amerykański piosenkarz pochodzenia włoskiego (zm. 2018)
  - Paulo Antonino Mascarenhas Roxo, brazylijski duchowny katolicki, biskup Mogi das Cruzes (zm. 2022)
  - Petros Moliwiatis, grecki prawnik, dyplomata, urzędnik państwowy, polityk, minister spraw zagranicznych (zm. 2025)
- 1929:
  - Anne Frank, niemiecka Żydówka, autorka pamiętnika (zm. 1945)
  - Władysława Jabrzyk, polska polityk, poseł na Sejm PRL (zm. 2016)
  - Rutka Laskier, polska Żydówka, autorka pamiętnika (zm. 1943)
  - Ania Monahof, szwedzka pisarka pochodzenia fińsko-żydowskiego
  - Jan Walichiewicz, polski astronom, matematyk, wykładowca akademicki (zm. 2001)
- 1930:
  - Adolf Born, czeski malarz, ilustrator, karykaturzysta (zm. 2016)
  - Donald Byrne, amerykański szachista (zm. 1976)
  - Arkadij Dawidowicz, rosyjski pisarz, aforysta (zm. 2021)
  - Barbara Harris, amerykańska duchowna protestancka, biskup (zm. 2020)
  - Michał Hempoliński, polski filozof, historyk filozofii, wykładowca akademicki (zm. 2005)
  - Innes Ireland, brytyjski wojskowy, kierowca wyścigowy, inżynier (zm. 1993)
  - Janina Jaroszyńska, polska aktorka (zm. 2018)
  - Jim Nabors, amerykański aktor (zm. 2017)
  - Otto Schenk, austriacki aktor (zm. 2025)
  - Danuta Wierzbicka, polska lekarka, polityk, poseł na Sejm RP (zm. 2024)
- 1931:
  - Jan Borowczak, polski artysta plastyk, rzeźbiarz, pedagog (zm. 1984)
  - Mieczysław Majewski, polski dyplomata (zm. 2020)
- 1932:
  - Mimi Coertse, południowoafrykańska śpiewaczka operowa (sopran)
  - Jerzy Dreyza, polski ekonomista, dziennikarz (zm. 2012)
  - Padmini, indyjska aktorka, tancerka (zm. 2006)
  - Mamo Wolde, etiopski lekkoatleta, długodystansowiec i maratończyk (zm. 2002)
- 1933:
  - Bernard Kolélas, kongijski polityk, premier Konga (zm. 2009)
  - Elisabeth Nagele, szwajcarska saneczkarka (zm. 1993)
  - Ivar Nilsson, szwedzki łyżwiarz szybki (zm. 2019)
- 1934:
  - Janko Arsow, bułgarski inżynier chemik, wykładowca akademicki (zm. 2023)
  - Zenon Trzciński, polski generał dywizji MO, komendant główny (zm. 2012)
- 1935:
  - Carlo Fracanzani, włoski adwokat, polityk
  - Jane Freeman, brytyjska aktorka (zm. 2017)
  - Blasius Pujoraharja, indonezyjski duchowny katolicki, biskup Ketapang
  - Joanna Skwarczyńska, polska harcerka (zm. 1948)
  - Zbyszko Szmaj, polski samorządowiec, burmistrz Ostrzeszowa (zm. 2021)
- 1936:
  - Gierman Apuchtin, rosyjski piłkarz (zm. 2003)
  - Abdel Moneim El-Gindy, egipski bokser (zm. 2011)
- 1937:
  - Władimir Arnold, rosyjski matematyk, wykładowca akademicki (zm. 2010)
  - Antoni Grabowski, polski rzeźbiarz, pedagog (zm. 2023)
  - Joël de Rosnay, francuski biolog molekularny, informatyk, pisarz
- 1938:
  - Jean-Marie Doré, gwinejski polityk, premier Gwinei (zm. 2016)
  - Joseph McPartlin, szkocki rugbysta, sędzia, działacz sportowy, nauczyciel (zm. 2013)
- 1939:
  - Jurij Karabasow, rosyjski polityk (zm. 2021)
  - Francis Xavier McCloskey, amerykański polityk (zm. 2003)
- 1940:
  - Nataniel (Popp), amerykański biskup prawosławny pochodzenia rumuńskiego
  - Jerzy Schwarz, polski działacz państwowy, partyjny i piłkarski (zm. 2018)
- 1941:
  - Chick Corea, amerykański pianista jazzowy, kompozytor (zm. 2021)
  - Roy Harper, brytyjski gitarzysta, wokalista, autor tekstów, aktor
  - Antônio Lopes, brazylijski piłkarz, trener
  - Reg Presley, brytyjski muzyk, wokalista, członek zespołu The Troggs (zm. 2013)
  - Lucille Roybal-Allard, amerykańska polityk, kongreswoman
- 1942:
  - Zofia Bilińska, polska rzeźbiarka, graficzka
  - Ahmad Abu al-Ghajt, egipski polityk, dyplomata
  - Jarosław Markiewicz, polski malarz, poeta (zm. 2010)
  - Bert Sakmann, niemiecki cytofizjolog, wykładowca akademicki, laureat Nagrody Nobla
- 1943:
  - László Benkő, węgierski klawiszowiec, trębacz, członek zespołu Omega (zm. 2020)
  - Witalij Chmelnycki, ukraiński piłkarz, trener (zm. 2019)
  - Friedrich Kittler, niemiecki historyk literatury, teoretyk mediów (zm. 2011)
- 1944:
  - Nelson Acosta, urugwajski piłkarz, trener
  - John Bura, amerykański duchowny katolicki obrządku bizantyjsko-ukraińskiego, biskup pomocniczy Filadelfii (zm. 2023)
  - Antoni Furtak, polski działacz opozycji antykomunistycznej, polityk, poseł na Sejm RP
  - Lionel Gendron, kanadyjski duchowny katolicki, biskup Saint-Jean-Longueuil
- 1945:
  - Christie Macaluso, amerykański duchowny katolicki, biskup pomocniczy Hartford
  - Gaby Minneboo, holenderski kolarz szosowy i torowy
- 1946:
  - Livio Filippi, włoski przedsiębiorca, polityk
  - Ileana Gyulai-Drîmbă, rumuńska florecistka (zm. 2021)
  - Gílson Nunes, brazylijski piłkarz, trener
  - Jean Manga Onguene, kameruński piłkarz, trener
  - Tytus Sosnowski, polski psycholog, wykładowca akademicki
  - Andrzej Ułasiewicz, polski oficer żeglugi morskiej (zm. 1993)
  - Andrzej Woyciechowski, polski dziennikarz (zm. 1995)
- 1947:
  - Ron Freeman, amerykański lekkoatleta, sprinter
  - Jan Paweł Krasnodębski, polski prozaik, poeta (zm. 2023)
  - Jan Ostrowski, polski historyk sztuki, wykładowca akademicki
  - Tadeusz Pagiński, polski szermierz, trener (zm. 2023)
- 1948:
  - Josi Belin, izraelski polityk
  - Hans Binder, austriacki kierowca wyścigowy
  - Henryk Gapski, polski historyk, wykładowca akademicki
  - Juan Muñante, peruwiański piłkarz (zm. 2019)
  - István Sándorfi, węgierski malarz (zm. 2007)
  - Anna Thomas, amerykańska reżyserka, scenarzystka i producentka filmowa
- 1949:
  - Jurij Baturin, rosyjski prawnik, politolog, polityk, kosmonauta
  - Jens Böhrnsen, niemiecki polityk
  - Ivo Linna, estoński piosenkarz
  - George Joseph Lucas, amerykański duchowny katolicki, arcybiskup metropolita Omaha
  - Jean-Jacques Mounier, francuski judoka
  - John Wetton, brytyjski gitarzysta, wokalista (zm. 2017)
- 1950:
  - Krzysztof Jędrysek, polski aktor
  - Anna Piszkiewicz, polsko-czeska działaczka społeczna
  - Willi-Peter Stoll, niemiecki terrorysta (zm. 1978)
- 1951:
  - Marek Ambroży, polski biblista, filozof religii, patrolog i teolog starokatolicki (zm. 2012)
  - Brad Delp, amerykański wokalista, członek zespołu Boston (zm. 2007)
  - Fred Hempel, niemiecki zapaśnik
  - Jurij Kostenko, ukraiński polityk
  - Andranik Markarian, ormiański polityk, premier Armenii (zm. 2007)
  - Eckhard Martens, niemiecki wioślarz
  - Hans Niessl, austriacki polityk, starosta krajowy Burgenlandu
- 1952:
  - Jean-Pierre Audy, francuski finansista, samorządowiec, polityk, eurodeputowany
  - Siegfried Brietzke, niemiecki wioślarz
  - Anna Czekanowicz, polska pisarka, poetka, tłumaczka
  - Jerzy Eisler, polski historyk, wykładowca akademicki
  - Elefteri Elefterow, bułgarski aktor
  - Benito Floro, hiszpański trener piłkarski
  - Cornelia Hanisch, niemiecka florecistka
  - Sergiusz Karpiński, polski polityk, poseł na Sejm RP, wicemarszałek województwa śląskiego
  - Jan Klimek, polski ekonomista, polityk, poseł na Sejm RP
  - Antoni Ptak, polski przedsiębiorca, działacz piłkarski
  - Anna Treter, polska wokalistka, pianistka, członkini zespołu Pod Budą
- 1953:
  - Sharon Bowles, brytyjska polityk
  - Gary Farmer, kanadyjski aktor, reżyser, wydawca, kompozytor
  - Tess Gerritsen, amerykańska lekarka, pisarka
  - David Thornton, amerykański aktor
- 1954:
  - Janusz Choiński, polski polityk, poseł na Sejm RP
  - Neil Oatley, brytyjski projektant Formuły 1
- 1955:
  - Georges Bach, luksemburski związkowiec, polityk
  - Guy Lacombe, francuski piłkarz, trener
  - John Lapli, salomoński duchowny anglikański, polityk, gubernator generalny (zm. 2025)
  - Martine Rottier, francuska judoczka
  - Siegfried Stark, niemiecki lekkoatleta, wieloboista
- 1956:
  - Michael Angelo Batio, amerykański gitarzysta
  - David Narey, szkocki piłkarz
  - Ignacio Rodríguez, meksykański piłkarz, trener (zm. 2025)
  - Wałerij Woszczewski, ukraiński inżynier, polityk
- 1957:
  - Rômulo Arantes, brazylijski pływak, aktor (zm. 2000)
  - Timothy Busfield, amerykański aktor, reżyser i producent filmowy
  - Geetanjali Shree, indyjska pisarka
  - David Thomson, kanadyjski przedsiębiorca, multimiliarder
  - Véronique Trillet-Lenoir, francuska onkolog, działaczka samorządowa, polityk, eurodeputowana (zm. 2023)
- 1958:
  - Mark Amodei, amerykański polityk, kongresman
  - Meredith Brooks, amerykańska pieśniarka, gitarzystka
  - Rory Sparrow, amerykański koszykarz
  - Olivier Weber, francuski pisarz, dziennikarz
- 1959:
  - Steve Bauer, kanadyjski kolarz szosowy i torowy
  - Jerzy Binkowski, polski koszykarz, trener
  - Juan Antonio San Epifanio, hiszpański koszykarz
  - Scott Thompson, kanadyjski aktor, komik
  - Desai Williams, kanadyjski lekkoatleta, sprinter
- 1960:
  - Renaud Dutreil, francuski menedżer, polityk
  - Serhij Kwasnikow, ukraiński i mołdawski piłkarz, bramkarz pochodzenia rosyjskiego
  - Hagen Stamm, niemiecki piłkarz
- 1961:
  - Andrzej Bryg, polski aktor (zm. 2001)
  - Alber Elbaz, izraelski projektant mody (zm. 2021)
  - Julius Kariuki, kenijski lekkoatleta, długodystansowiec
  - Hannelore Kraft, niemiecka polityk
  - Kira Roessler, amerykańska gitarzystka basowa
  - Janusz Siadlak, polski dyrygent, chórmistrz
  - Lucio Ángel Vallejo Balda, hiszpański duchowny katolicki, sekretarz Prefektury Ekonomicznych Spraw Stolicy Apostolskiej
- 1962:
  - John Enos III, amerykański aktor, scenarzysta, model
  - Luis Fernando Herrera, kolumbijski piłkarz
  - Krystyna Sibińska, polska działaczka samorządowa, polityk, poseł na Sejm RP
- 1963:
  - Philippe Bugalski, francuski kierowca rajdowy pochodzenia polskiego (zm. 2012)
  - T.B. Joshua, nigeryjski duchowny zielonoświątkowy, teleewangelista, prorok, uzdrowiciel (zm. 2021)
  - Zbigniew Kołodziej, polski samorządowiec i rolnik, wicemarszałek województwa lubuskiego
  - Wiesław Myśliwiec, polski ekonomista, działacz opozycji antykomunistycznej (zm. 2017)
  - Andrzej Świstak, polski hokeista, trener
  - Piotr Wowry, polski duchowny luterański, teolog, ekumenista (zm. 2020)
- 1964:
  - Dariusz Ciszewski, polski samorządowiec, menedżer, przedsiębiorca, związkowiec  (zm. 2021)
  - Lorraine Downes, nowozelandzka modelka, zdobywczyni tytułu Miss Universe
  - Roberto Fortunato, włoski kolarz szosowy
  - Ina Gudele, łotewska inżynier, wykładowczyni akademicka, polityk
  - Grace Jividen, amerykańska judoczka
  - Uwe Kamps, niemiecki piłkarz, bramkarz
  - Wiesław Krótki, kanadyjski duchowny, biskup Churchill-Zatoka Hudsona pochodzenia polskiego
  - Paula Marshall, amerykańska aktorka
  - Agnieszka Robótka-Michalska, polska aktorka
  - Hans Runge, niemiecki basista, członek zespołu Die Ärzte
  - Takashi Yamazaki, japoński reżyser i scenarzysta filmowy
- 1965:
  - Talal Arslan, libański polityk
  - Sandro Floris, włoski lekkoatleta, sprinter
  - Florence Guérin, francuska aktorka
  - Slobodan Krčmarević, serbski piłkarz, trener
  - Gwen Torrence, amerykańska lekkoatletka, sprinterka
  - Cathy Tyson, brytyjska aktorka
- 1966:
  - Igor Badamszyn, rosyjski biegacz narciarski (zm. 2014)
  - Jacek Bodyk, polski kolarz szosowy
  - Jean-Marc Germain, francuski polityk, eurodeputowany
  - John Lungu, zambijski piłkarz
  - Giuseppe Russo, włoski duchowny katolicki, biskup Altamura-Gravina-Acquaviva delle Fonti
  - Dariusz Wykurz, polski piłkarz
- 1967:
  - Icíar Bollaín, hiszpańska aktorka, reżyserka i scenarzystka filmowa
  - Frances O’Connor, australijska aktorka pochodzenia brytyjskiego
- 1968:
  - Manuel Blanc, francuski aktor, reżyser teatralny
  - Turan Ceylan, turecki zapaśnik
  - Lea Ann Parsley, amerykańska skeletonistka
- 1969:
  - Elvis Brajković, chorwacki piłkarz
  - Vital Heynen, belgijski siatkarz, trener
  - Maicel Malone-Wallace, amerykańska lekkoatletka, sprinterka
  - David Novotný, czeski aktor
  - Heinz-Christian Strache, austriacki polityk
- 1970:
  - Tore Brovold, norweski strzelec sportowy
  - David Defiagbon, nigeryjski bokser (zm. 2018)
  - Marcin Kurek, polski poeta, iberysta, tłumacz
  - Lee Mayberry, amerykański koszykarz
  - Aleksandra Smiljanić, serbska inżynier, polityk
  - Gordon Michael Woolvett, kanadyjski aktor
  - Piotr Zagórski, polski geomorfolog, polarnik (zm. 2024)
- 1971:
  - Isłam Bajramukow, kazachski zapaśnik
  - Félicia Ballanger, francuska kolarka torowa
  - Luca Gobbi, sanmaryński piłkarz
  - Tomasz Iwan, polski piłkarz
  - Florencia Labat, argentyńska tenisistka
  - Jérôme Romain, dominicko-francuski lekkoatleta, trójskoczek
- 1972:
  - Arthur Farh, liberyjski piłkarz
  - Bounty Killer, jamajski muzyk reggae i dancehall, didżej, założyciel zespołu The Alliance
  - Grzegorz Kopala, polski kompozytor, wokalista, aranżer muzyczny i wokalny, gitarzysta, klawiszowiec, skrzypek, akordeonista
  - Inger Miller, amerykańska lekkoatletka, sprinterka
  - Finesse Mitchell, amerykański aktor, komik
  - Gary Ryan, irlandzki lekkoatleta, sprinter
  - Carlos Miguel da Silva Júnior, brazylijski piłkarz
- 1973:
  - Alyson Annan, australijska hokeistka na trawie
  - Jason Caffey, amerykański koszykarz
  - Marco Enríquez-Ominami, chilijski filmowiec, polityk
  - Takis Fisas, grecki piłkarz
  - Daron Rahlves, amerykański narciarz alpejski i dowolny
- 1974:
  - Lulzim Basha, albański polityk
  - Stelios Janakopulos, grecki piłkarz
  - Kerry Kittles, amerykański koszykarz
  - Jason Mewes, amerykański aktor
- 1975:
  - Dan Jørgensen, duński polityk
  - María José Rienda, hiszpańska narciarka alpejska
  - Marek Rutka, polski ekonomista, polityk, poseł na Sejm RP
  - Tomcraft, niemiecki didżej, producent muzyki elektronicznej (zm. 2024)
  - Kristian Wigenin, bułgarski polityk
- 1976:
  - Leighton Aspell, irlandzki dżokej
  - Kristian Brenden, norweski skoczek narciarski
  - Bouna Diop, senegalski lekkoatleta, oszczepnik
  - Marcin Jacoby, polski literaturoznawca, sinolog, wykładowca akademicki, tłumacz
  - Antawn Jamison, amerykański koszykarz
  - Kamila Małgorzata Pietrzak, polska aktorka
  - Tae Satoya, japońska narciarka dowolna
  - Thomas Sørensen, duński piłkarz, bramkarz
  - Ryszard Śmiałek, polski ekonomista, urzędnik państwowy, wicewojewoda małopolski
  - Beata Włodek, polska lekkoatletka, skoczkini wzwyż
- 1977:
  - Lucia Drábiková, słowacka psycholog, polityk
  - Štěpán Janáček, czeski lekkoatleta, tyczkarz
  - Dominik Jaśkowiec, polski politolog, wykładowca akademicki, samorządowiec, polityk, poseł na Sejm RP
  - Kiyomitsu Kobari, japoński piłkarz
  - Mayvelis Martínez Adlum, kubańska siatkarka
  - Wade Redden, kanadyjski hokeista, trener i działacz hokejowy
  - Idrissa Sanou, burkiński lekkoatleta, sprinter
  - Kenny Wayne Shepherd, amerykański gitarzysta bluesowy
- 1978:
  - Jordan Gospodinow, bułgarski piłkarz, bramkarz
  - Jorgos Jermenis, grecki muzyk, wokalista, kompozytor, autor tekstów, polityk
  - Mikko Lehtonen, fiński hokeista
  - Andrij Pywowarski, ukraiński finansista, menedżer, polityk
- 1979:
  - Anna Bogalij-Titowiec, rosyjska biathlonistka
  - Amandine Bourgeois, francuska piosenkarka
  - Martine Dugrenier, kanadyjska zapaśniczka
  - Dmitrij Głuchowski, rosyjski dziennikarz, korespondent wojenny, pisarz
  - Diego Milito, argentyński piłkarz
  - Alex Mumbrú, hiszpański koszykarz
  - Robyn, szwedzka piosenkarka
  - Ayelech Worku, etiopska lekkoatletka, biegaczka długodystansowa
- 1980:
  - Benoît Caranobe, francuski gimnastyk
  - Walter Erviti, argentyński piłkarz
  - Sabrina Filzmoser, austriacka judoczka
  - Kym Howe, australijska lekkoatletka, tyczkarka
  - Adam Kay, brytyjski komik, pisarz
  - Denys Monastyrski, ukraiński prawnik, nauczyciel akademicki, polityk, minister spraw wewnętrznych (zm. 2023)
  - Nikołaj Pasłar, mołdawski i bułgarski zapaśnik
  - Sofia Pumburidu, grecka zapaśniczka
  - Tomás Rojas, meksykański bokser
  - Alena Sannikawa, białoruska biegaczka narciarska
  - Andreas Thiele, niemiecki aktor
  - Filip Widenow, bułgarski koszykarz
- 1981:
  - Eugene Galekovic, australijski piłkarz, bramkarz pochodzenia chorwackiego
  - Raitis Grafs, łotewski koszykarz
  - David Gilbert, angielski snookerzysta
  - Klemen Lavrič, słoweński piłkarz
  - Adriana Lima, brazylijska modelka, aktorka
  - Amanda Lindhout, kanadyjska dziennikarka
  - Malachi Pearson, amerykański aktor
  - Serhij Symonenko, ukraiński piłkarz
  - Nora Tschirner, niemiecka aktorka, prezenterka radiowa i telewizyjna
- 1982:
  - Gulfija Chanafiejewa, rosyjska lekkoatletka, młociarka
  - Natália Milanová, słowacka nauczycielka, polityk
  - Anatoli Ponomaryov, azerski piłkarz
  - Marko Popović, chorwacki koszykarz
  - Andreas Wolf, niemiecki piłkarz
- 1983:
  - Bryan Habana, południowoafrykański rugbysta
  - Ben Heine, belgijski artysta plastyk, producent muzyczny
  - He Hongmei, chińska judoczka
  - Dimitrios Mastrowasilis, grecki szachista
  - Anja Rubik, polska modelka, projektantka mody, prezenterka telewizyjna
  - Meryem Selloum, francuska zapaśniczka
  - Christine Sinclair, kanadyjska piłkarka
- 1984:
  - Chiara Appendino, włoska działaczka samorządowa, burmistrz Turynu
  - Daniela Gildenberger, argentyńska siatkarka
  - Lindsey Harding, amerykańska i białoruska koszykarka, skaut koszykarski
  - James Kwalia, katarski lekkoatleta, długodystansowiec pochodzenia kenijskiego
  - Luo Xiaojuan, chińska szpadzistka
  - Paweł Sarna, polski kajakarz górski
  - Mohamed Hamdan, marokański piłkarz
- 1985:
  - Pablo Abián, hiszpański badmintonista
  - Sihawu Dlamini, suazyjski piłkarz
  - Colin Doyle, irlandzki piłkarz, bramkarz
  - Dave Franco, amerykański aktor
  - Abdoul-Aziz Nikiema, burkiński piłkarz
  - Płamen Nikołow, bułgarski piłkarz
  - Visay Phaphouvanin, laotański piłkarz
  - Blake Ross, amerykański informatyk
  - Kendra Wilkinson, amerykańska modelka
- 1986:
  - Mario Casas, hiszpański aktor, tancerz, model
  - Alexis Crimes, amerykańska siatkarka
  - Anton Filippov, uzbecki szachista, trener
  - Stanisława Komarowa, rosyjska pływaczka
  - Sergio Rodríguez, hiszpański koszykarz
- 1987:
  - Igor Anic, francuski piłkarz ręczny pochodzenia bośniackiego
  - Julia Dujmovits, austriacka snowboardzistka
  - Chris Galya, amerykański aktor, model
  - Gil, brazylijski piłkarz
  - Kinga Kasprzak, polska siatkarka
  - Abbey Lee, australijska modelka
  - Tomáš Slavík, czeski kolarz górski
  - Marina Wilmowa, rosyjska zapaśniczka
- 1988:
  - Eren Derdiyok, szwajcarski piłkarz pochodzenia kurdyjskiego
  - Mauricio Isla, chilijski piłkarz
  - Ádám Pintér, węgierski piłkarz
- 1989:
  - Pablo Crer, argentyński siatkarz
  - Emma Eliasson, szwedzka hokeistka
  - Andrea Guardini, włoski kolarz szosowy
  - Ibrahim Jeilan, etiopski lekkoatleta, długodystansowiec
  - Nadieżda Kotlarowa, rosyjska lekkoatletka, sprinterka
  - Peter Lang, duński żeglarz sportowy
  - Ryō Tateishi, japoński pływak
  - Luisina Yaccuzzi, argentyńska siatkarka
- 1990:
  - Katharina Bauer, niemiecka lekkoatletka, tyczkarka
  - Carlitos, hiszpański piłkarz
  - Jrue Holiday, amerykański koszykarz
  - Kevin López, hiszpański lekkoatleta, średniodystansowiec
  - Miha Mevlja, słoweński piłkarz
  - Artur Sobiech, polski piłkarz
  - Katarzyna Tyszkiewicz, polska brydżystka
- 1991:
  - Ramsin Azizsir, niemiecki zapaśnik pochodzenia irańsko-węgierskiego
  - Ellen Braga, brazylijska siatkarka
  - Robert Fuchs, polski wioślarz
  - Ray McCallum, amerykański koszykarz
  - John Narváez, ekwadorski piłkarz
  - Ryang Chun-hwa, północnokoreańska sztangistka
  - Sebastián Solé, argentyński siatkarz
- 1992:
  - Georgina Campbell, angielska aktorka
  - Philippe Coutinho, brazylijski piłkarz
  - Allie DiMeco, amerykańska aktorka
  - Ałła Hyłenko, ukraińska biathlonistka
  - Aleksandar Marelja, serbski koszykarz
  - Jonathan Osorio, kanadyjski piłkarz
- 1993:
  - Ridgeciano Haps, holenderski piłkarz pochodzenia surinamskiego
  - Abdulla Yusuf Helal, bahrajński piłkarz
  - Jurgen Vogli, albański piłkarz
- 1994:
  - Kamil Gniadek, polski zawodnik sportów walki
  - Patryk Lipski, polski piłkarz
  - Gorr Malakian, ormiański piłkarz
  - Mychal Mulder, kanadyjski koszykarz
- 1995:
  - Jessica Brouillette, kanadyjska zapaśniczka
  - Ezgi Dilik, turecka siatkarka
  - Cristhian Rivas, ekwadorski zapaśnik
  - Alejandra Romero, meksykańska zapaśniczka
- 1996:
  - Anna Margaret, amerykańska piosenkarka, aktorka
  - Olivia Baker, amerykańska lekkoatletka, sprinterka
  - Jan Galabov, czeski siatkarz
  - Alex Rufer, nowozelandzki piłkarz
  - Davinson Sánchez, kolumbijski piłkarz
  - Dejan Vokić, słoweński piłkarz
- 1997:
  - Omar Carabalí, chilijski piłkarz, bramkarz pochodzenia ekwadorskiego
  - Sebastián Córdova, meksykański piłkarz
  - Marcin Walewski, polski aktor
- 1998:
  - Trent Forrest, amerykański koszykarz
  - Jean-Victor Makengo, francuski piłkarz pochodzenia kongijskiego
  - Markus Schubert, niemiecki piłkarz, bramkarz
  - Attila Valter, węgierski kolarz szosowy i górski
  - Adrianna Wysocka, polska siatkarka
- 1999 – Sophie Chauveau, francuska biathlonistka
- 2000:
  - Kody Andrews, nowozelandzki judoka
  - Darius Bazley, amerykański koszykarz
  - Olga Carmona, hiszpańska piłkarka
- 2001:
  - Davi Alves, brazylijski piłkarz
  - Théo Maledon, francuski koszykarz
  - Lorenzo Pope, australijski siatkarz pochodzi nowozelandzkiego
- 2002:
  - Koni De Winter, belgijski piłkarz
  - Adam Ratajczyk, polski piłkarz
  - Muhammad Tahir, pakistański zapaśnik
  - Mathias Vacek, czeski biegacz narciarski, kolarz szosowy
- 2003:
  - Ludżi Walid Chalaf Jasin, egipska zapaśniczka
  - Elias Jelert, duński piłkarz
  - Julijan Smid, austriacki skoczek narciarski
  - Rodolfo Vega, panamski piłkarz
- 2004 – Arthur Fils, francuski tenisista
- 2007 – Borys Wiciński, polski aktor

## Zmarli
- 816 – Leon III, papież (ur. ?)
- 918 – Ethelfleda, władczyni Mercji (ur. 869/70)
- 1253 – Bonifacy II, markiz Montferratu (ur. 1201/02)
- 1361 – Guillaume de Court, francuski kardynał (ur. ?)
- 1410 – Małgorzata, arcyksiężna Styrii, Karyntii i Krainy (ur. 1370–74)
- 1545 – Franciszek I, książę Lotaryngii (ur. 1517)
- 1560 – Yoshimoto Imagawa, japoński daimyō (ur. 1519)
- 1565 – Adrianus Turnebus, francuski humanista, nauczyciel greki, poeta, wydawca (ur. 1512)
- 1630 – Giovanni Francesco Anerio, włoski kompozytor (ur. 1567)
- 1672 – Charles-Paris d’Orléans-Longueville, francuski arystokrata (ur. 1649)
- 1675 – Karol Emanuel II, książę Sabaudii (ur. 1634)
- 1726 – Fabrizio Paolucci, włoski kardynał (ur. 1651)
- 1734 – James FitzJames, francuski dowódca wojskowy, marszałek Francji pochodzenia angielskiego (ur. 1670)
- 1747 – Jakob Ernst von Liechtenstein-Kastelkorn, austriacki duchowny katolicki, biskup Seckau i Ołomuńca, arcybiskup Salzburga (ur. 1690)
- 1758 – August Wilhelm Hohenzollern, pruski książę, wojskowy (ur. 1722)
- 1759 – William Collins, brytyjski poeta (ur. 1721)
- 1766 – Zygmunt Kretkowski, polski szlachcic, polityk (ur. 1704)
- 1767 – Floryda Cevoli, włoska klaryska kapucynka, błogosławiona (ur. 1685)
- 1804 – Ludwig Müller, pruski kapitan, inżynier wojskowy (ur. 1734)
- 1805 – Benedykt Karp, polski chorąży, starosta, polityk, poseł na Sejm Czteroletni, członek Rady Narodowej Litewskiej (ur. 1734)
- 1816 – Pierre Augereau, francuski książę, marszałek Francji (ur. 1757)
- 1818 – Yguale Tsyjon, cesarz Etiopii (ur. ?)
- 1825 – Toribio Rodríguez de Mendoza, peruwiański duchowny katolicki, pedagog (ur. 1750)
- 1827 – Wojciech Józef Skarszewski, polski duchowny katolicki, biskup lubelski, arcybiskup metropolita warszawski, prymas Królestwa Polskiego (ur. 1743)
- 1832 – Nikolaus Simrock, niemiecki wydawca muzyczny (ur. 1751)
- 1837 – Carl Friedrich Ernst Frommann, niemiecki wydawca, księgarz (ur. 1765)
- 1841 – Willis Gaylord Clark, amerykański poeta (ur. 1808)
- 1845 – Franciszek Ksawery Zachariasiewicz, polski duchowny katolicki, biskup tarnowski i przemyski pochodzenia ormiańskiego (ur. 1770)
- 1849 – Angelica Catalani, włoska śpiewaczka operowa (sopran) (ur. 1780)
- 1852 – Xavier de Maistre, sabaudzki pisarz tworzący w języku francuskim, malarz, generał w służbie rosyjskiej (ur. 1763)
- 1853:
  - Kasper Bertoni, włoski duchowny katolicki, święty (ur. 1777)
  - Merry-Joseph Blondel, francuski malarz, dekorator (ur. 1781)
  - Henryk Saul Rosenzweig, polski lekarz pochodzenia żydowskiego (ur. 1793)
- 1854 – Fryderyka Amalia Augusta, księżniczka Anhalt-Dessau, księżna Schwarzburg-Rudolstadt (ur. 1793)
- 1856 – Wawrzyniec Maria od św. Franciszka Ksawerego, włoski pasjonista, błogosławiony (ur. 1782)
- 1863 – Agrypin Konarski, polski kapucyn, misjonarz, kapelan w powstaniu styczniowym (ur. 1820)
- 1867 – Józef Cieszkowski, polski górnik, naczelnik kopalń (ur. 1798)
- 1872 – Thomas Caverhill Jerdon, brytyjski lekarz, zoolog, botanik (ur. 1811)
- 1876 – Edward Newman, brytyjski entomolog, botanik (ur. 1801)
- 1878:
  - William Cullen Bryant, amerykański poeta, publicysta, krytyk literacki (ur. 1794)
  - Jerzy V, król Hanoweru (ur. 1819)
- 1883 – Mercedes Molina Ayala, ekwadorska zakonnica, błogosławiona (ur. 1828)
- 1891 – Pōmare V, ostatni król Tahiti (ur. 1839)
- 1893 – Aleksander Ignacy Lubomirski, polski finansista, filantrop (ur. 1802)
- 1896 – Michał Nowodworski, polski duchowny katolicki, biskup płocki, publicysta, wydawca (ur. 1831)
- 1900 – Jean Frédéric Frenet, francuski matematyk, astronom, meteorolog, wykładowca akademicki (ur. 1816)
- 1902 – Ludwik Janowicz, polski działacz socjalistyczny, historyk (ur. 1858)
- 1910 – Andria Dadiani, książę mergelski, szachista (ur. 1850)
- 1912:
  - Frédéric Passy, francuski ekonomista, polityk, laureat Pokojowej Nagrody Nobla (ur. 1822)
  - Carl David af Wirsén, szwedzki poeta, krytyk literacki (ur. 1842)
- 1915 – Józef Brandt, polski malarz batalista (ur. 1841)
- 1916 – Silvanus P. Thompson, brytyjski fizyk, inżynier elektryk, wykładowca akademicki (ur. 1851)
- 1917 – Teresa Carreño wenezuelska pianistka, śpiewaczka operowa (sopran), kompozytorka, dyrygentka (ur. 1853)
- 1918:
  - Edward Fuller, amerykański kapitan (ur. 1893)
  - Bolesław Leszczyński, polski aktor (ur. 1837)
  - Anna Tomaszewicz-Dobrska, polska lekarka (ur. 1854)
- 1919 – Romuald Wermiński, polski porucznik pilot (ur. 1890)
- 1920:
  - Tadeusz Bieńkowski, polski podchorąży (ur. 1896)
  - Jerzy Służewski, polski żołnierz POW (ur. 1878)
- 1921 – Murphy J. Foster, amerykański polityk (ur. 1849)
- 1922:
  - Wolfgang Kapp, niemiecki urzędnik państwowy, dziennikarz (ur. 1858)
  - Władysław Ścibor-Rylski, polski pułkownik piechoty (ur. 1882)
- 1924 – Jacques de Morgan, francuski inżynier górnictwa, geolog, archeolog (ur. 1857)
- 1925:
  - Cecylia Niewiadomska, polska nauczycielka, autorka podręczników, działaczka oświatowa, pisarka, tłumaczka (ur. 1855)
  - Richard Teichmann, niemiecki szachista (ur. 1868)
- 1926 – Tadeusz Bujak, polski prawnik, szachista (ur. 1862)
- 1927:
  - Karel Farský, czeski teolog, założyciel i pierwszy patriarcha Czechosłowackiego Kościoła Husyckiego (ur. 1880)
  - Gustav Fritsch, niemiecki anatom, fizjolog, antropolog, wykładowca akademicki (ur. 1838)
- 1928 – Maurice Bloomfield, amerykański językoznawca, indolog, sanskrytolog (ur. 1855)
- 1931 – Emanuel Hamburski, polski drukarz, dziennikarz, kupiec, działacz społeczny (ur. 1871)
- 1934 – Enid Yandell, amerykańska rzeźbiarka (ur. 1869)
- 1936 – Karl Kraus, austriacki dramaturg, poeta, publicysta (ur. 1874)
- 1937 – Marija Uljanowa, radziecka rewolucjonistka, polityk (ur. 1878)
- 1938 – Karol Stabik, polski rolnik, działacz narodowy i społeczny (ur. 1876)[4]
- 1939 – Georgi Bogdanow, bułgarski anarchista, rewolucjonista (ur. 1879)
- 1941:
  - Witold Hulewicz, polski kapitan, pisarz, tłumacz (ur. 1895)
  - Józef Morozewicz, polski mineralog, petrograf, wykładowca akademicki (ur. 1865)
  - Eugeniusz Pepłowski, polski oficer, kawaler Virtuti Militari (ur. 1897)
  - Stanisław Piasecki, polski działacz narodowy, dziennikarz (ur. 1900)
  - Alexander Cameron Rutherford, kanadyjski prawnik, polityk (ur. 1857)
  - Jerzy Szurig, polski działacz syndykalistyczny, publicysta (ur. 1893)
- 1942:
  - Laura Papo Bohoreta, jugosłowiańska pisarka, eseistka, feministka (ur. 1891)
  - Władysław Tempka, polski prawnik, polityk, poseł na Sejm RP (ur. 1889)
- 1943:
  - Eigil Christiansen, norweski żeglarz sportowy (ur. 1894)
  - Gustaw Dobrucki, polski chirurg, ginekolog, polityk, minister wyznań religijnych i oświecenia publicznego (ur. 1873)
  - Hanns Heinz Ewers, niemiecki poeta, prozaik (ur. 1871)
  - Antoni Ferdyan, polski żołnierz BCh, powstaniec śląski (ur. 1898)
  - Jan Gwalbert Olszewski, polski malarz, rysownik, pedagog (ur. 1973)
- 1944:
  - Józef Kania, polski duchowny rzymskokatolicki (ur. 1913)[5]
  - Józef Milik, polski rolnik, polityk, poseł na Sejm RP (ur. 1891)
  - Witold Walter, polski ziemianin, żołnierz AK (ur. 1909)
- 1946:
  - Émile Bouchès, francuski gimnastyk (ur. 1896)
  - Hisaichi Terauchi, japoński marszałek polny (ur. 1879)
- 1948 – Gyula Glykais, węgierski szablista (ur. 1893)
- 1949 – Maria Kandyda od Eucharystii, włoska karmelitanka, błogosławiona (ur. 1884)
- 1950 – Herbert Böttcher, niemiecki funkcjonariusz i zbrodniarz nazistowski (ur. 1907)
- 1952:
  - Michael von Faulhaber, niemiecki duchowny katolicki, arcybiskup Monachium i Fryzyngi, kardynał (ur. 1869)
  - Michalina Janoszanka, polska malarka, pisarka, działaczka oświatowa i społeczna (ur. 1889)
- 1953:
  - Leslie Graham, brytyjski motocyklista wyścigowy (ur. 1911)
  - Robert Grosvenor, brytyjski pilot wojskowy, as myśliwski (ur. 1895)
- 1957:
  - Jimmy Dorsey, amerykański saksofonista i klarnecista jazzowy, kompozytor (ur. 1904)
  - Stanisław Szpinalski, polski pianista, pedagog (ur. 1901)
  - Michaił Worobjow, radziecki dowódca wojskowy, marszałek wojsk inżynieryjnych (ur. 1896)
- 1959:
  - Kurt Dalchow, niemiecki bokser (ur. 1908)
  - Jerzy Świrski, polski wiceadmirał (ur. 1882)
- 1960:
  - Jerzy Filipski, polski ekonomista, urzędnik, działacz PTTK (ur. 1919)
  - Józef Retinger, polski literaturoznawca, pisarz, polityk, dyplomata (ur. 1888)
- 1963:
  - Paul Cazin, francuski pisarz, polonista, tłumacz (ur. 1881)
  - Andrew Cunningham, brytyjski arystokrata, admirał (ur. 1883)
  - Zygmunt Heljasz, polski lekkoatleta, kulomiot i dyskobol (ur. 1908)
- 1964:
  - Nicola D’Onofrio, włoski Sługa Boży (ur. 1943)
  - Otakar Husák, czeski generał (ur. 1885)
  - Leon Józefowski, polski działacz niepodległościowy, kawaler Orderu Virtuti Militari (ur. 1899)
- 1965 – Tymon Niesiołowski, polski malarz, grafik (ur. 1882)
- 1966 – Hermann Scherchen, niemiecki dyrygent (ur. 1891)
- 1967 – Jan Bagieński, polski architekt (ur. 1883)
- 1969 – Aleksandr Dejneka, rosyjski malarz, rzeźbiarz, grafik (ur. 1899)
- 1970:
  - Jisra’el Barzilaj, izraelski polityk (ur. 1913)
  - Percy Rees, angielski hokeista na trawie (ur. 1883)
- 1972:
  - Ludwig von Bertalanffy, austriacki biolog, filozof (ur. 1901)
  - Folke Bohlin, szwedzki żeglarz sportowy (ur. 1906)
  - Ilja Pruss, radziecki generał major pochodzenia żydowskiego (ur. 1903)
  - Edmund Wilson, amerykański pisarz, dziennikarz, krytyk literacki (ur. 1895)
- 1973 – Gieorgij Wiernadski, rosyjsko-amerykański historyk (ur. 1888)
- 1974 – André Marie, francuski polityk, premier Francji (ur. 1897)
- 1975 – Rafael Arévalo Martínez, gwatemalski pisarz, dyplomata (ur. 1884)
- 1976:
  - Arlene Harris, amerykańska aktorka pochodzenia kanadyjskiego (ur. 1897)
  - Gopinath Kaviraj, indyjski uczony, jogin, filozof (ur. 1887)
- 1977 – József Várszegi, węgierski lekkoatleta, oszczepnik (ur. 1910)
- 1978 – Takeichi Harada, japoński tenisista (ur. 1899)
- 1979 – Constant Joacim, belgijski piłkarz (ur. 1908)
- 1980:
  - Piotr Bielik, radziecki generał armii (ur. 1909)
  - Masayoshi Ōhira, japoński polityk, premier Japonii (ur. 1910)
- 1981:
  - Szymon Konarski, polski ekonomista, heraldyk, genealog (ur. 1894)
  - Humberto Tomassina, urugwajski piłkarz (ur. 1898)
- 1982:
  - Marie Rambert, polska tancerka, pedagog (ur. 1888)
  - Karl von Frisch, austriacki biolog, zoolog, laureat Nagrody Nobla (ur. 1886)
- 1983:
  - Władysław Bodnicki, polski pisarz (ur. 1910)
  - J.B. Hutto, amerykański wokalista i gitarzysta bluesowy (ur. 1926)
  - Norma Shearer, kanadyjska aktorka (ur. 1902)
  - Władysław Skonecki, polski tenisista (ur. 1920)
- 1985 – Helmuth Plessner, niemiecki filozof, socjolog (ur. 1892)
- 1986 – Harry Hanson, szwedzki żeglarz sportowy (ur. 1900)
- 1987:
  - Francisco de Souza Ferreira, brazylijski piłkarz, trener (ur. 1908)
  - Paul Janes, niemiecki piłkarz, trener (ur. 1912)
  - Wasilij Smurnow, rosyjski piłkarz, hokeista, trener piłkarski (ur. 1908)
  - Józef Tusk, polski marynarz, urzędnik kolejowy, lutnik (ur. 1907)
- 1988:
  - Giennadij Krasnicki, uzbecki piłkarz, trener pochodzenia rosyjskiego (ur. 1940)
  - Franz Zingerle, austriacki narciarz alpejski (ur. 1908)
- 1990 – Jean Darrouzès, francuski asumpcjonista, historyk, bizantynolog (ur. 1912)
- 1991:
  - Alexander Baring, brytyjski arystokrata, przedsiębiorca, polityk (ur. 1898)
  - Giovanni Battista Cesana, włoski duchowny katolicki, biskup Litterae (ur. 1899)
  - Zoja Chołszczewnikowa, rosyjska łyżwiarka szybka (ur. 1920)
  - Irma Schmidegg, austriacka narciarka alpejska (ur. 1901)
- 1992:
  - Klemens Rudnicki, polski generał brygady (ur. 1897)
  - Romuald Wolikowski, polski generał brygady (ur. 1891)
- 1993:
  - Antonina Gordon-Górecka, polska aktorka (ur. 1914)
  - Binay Ranjan Sen, indyjski dyplomata (ur. 1898)
- 1994:
  - Czesław Bednarczyk, polski poeta, prozaik (ur. 1912)
  - Menachem Mendel Schneerson, żydowski filozof, kabalista, rabin chasydzki (ur. 1902)
- 1995:
  - Arturo Benedetti Michelangeli, włoski pianista (ur. 1920)
  - Egon Svensson, szwedzki zapaśnik (ur. 1913)
- 1996:
  - Zbigniew Kopalko, polski reżyser radiowy i teatralny (ur. 1909)
  - Adam Mularczyk, polski aktor, reżyser teatralny (ur. 1923)
- 1997:
  - Bułat Okudżawa, rosyjski bard, poeta, prozaik, kompozytor (ur. 1924)
  - Józef Strumiński, polski aktor, reżyser teatralny (ur. 1921)
- 1998 – Anton Adamowicz, białoruski językoznawca, publicysta, krytyk literacki, prozaik, wydawca (ur. 1909)
- 1999 – Siergiej Chlebnikow, rosyjski łyżwiarz szybki (ur. 1955)
- 2001 – Paula Wiesinger, włoska narciarka alpejska (ur. 1907)
- 2002 – Ctibor Štítnický, słowacki poeta, tłumacz (ur. 1922)
- 2003 – Gregory Peck, amerykański aktor (ur. 1916)
- 2004 – Ignacy Malecki, polski elektroakustyk (ur. 1912)
- 2006:
  - György Ligeti, węgierski kompozytor pochodzenia żydowskiego (ur. 1923)
  - Kenneth Thomson, kanadyjski magnat mediowy (ur. 1923)
- 2007 – Maria Romanowska, polska działaczka opozycji antykomunistycznej (ur. 1941)
- 2009 – Félix Malloum, czadyjski polityk, prezydent Czadu (ur. 1932)
- 2010:
  - Tadeusz Hogendorf, polski piłkarz (ur. 1918)
  - Jerzy Stefan Stawiński, polski prozaik, scenarzysta i reżyser filmowy, autor słuchowisk radiowych (ur. 1921)
- 2011:
  - Edmund Berdziński, polski lekkoatleta, oszczepnik (ur. 1949)
  - Alan Haberman, amerykański przedsiębiorca (ur. 1929)
  - John Hospers, amerykański filozof, polityk (ur. 1918)
- 2012:
  - Sheikh Mukhtar Mohamed Hussein, somalijski polityk, tymczasowy prezydent Somalii (ur. 1912)
  - Elinor Ostrom, amerykańska politolog, laureatka Nagrody Banku Szwecji im. Alfreda Nobla w dziedzinie ekonomii (ur. 1933)
  - Pahiño, hiszpański piłkarz (ur. 1923)
- 2013:
  - Jirōemon Kimura, japoński superstulatek (ur. 1897)
  - Roman Rutowski, polski lekarz chirurg (ur. 1947)
- 2014 – Tadeusz Salwa, polski samorządowiec, prezydent Krakowa (ur. 1943)
- 2015:
  - Rick Ducommun, kanadyjski aktor (ur. 1956)
  - Ewelina Pęksowa, polska malarka na szkle (ur. 1923)
- 2016:
  - Francesco Faggi, włoski wioślarz (ur. 1926)
  - Halina Janaszek-Ivaničková, polska eseistka, historyk literatury, tłumaczka (ur. 1931)
  - Omar Mateen, amerykański masowy morderca (ur. 1986)
  - Feliks Ptaszyński, polski architekt, konserwator zabytków (ur. 1930)
  - George Voinovich, amerykański polityk (ur. 1936)
  - Janet Waldo, amerykańska aktorka głosowa (ur. 1920)
  - Cezary Wodziński, polski filozof, historyk filozofii, tłumacz, eseista, profesor nauk humanistycznych (ur. 1959)
- 2017:
  - Piotr Andrejew, polski reżyser filmowy (ur. 1947)
  - Stanisław Jurczak, polski bokser (ur. 1972)
  - Wołodymyr Kosyk, ukraiński historyk (ur. 1924)
  - Jan Marian Małecki, polski historyk (ur. 1926)
- 2018:
  - José Carlos Bernardo, brazylijski piłkarz (ur. 1945)
  - Helena Dunicz-Niwińska, polska skrzypaczka, tłumaczka, pamiętnikarka (ur. 1915)
  - Jon Hiseman, brytyjski perkusista jazzowy i rockowy, producent muzyczny, inżynier dźwięku (ur. 1944)
  - Jarosław Kozidrak, polski muzyk, kompozytor, członek zespołu Bajm (ur. 1955)
  - Stanisław Romaniak, polski poeta, rzeźbiarz (ur. 1948)
  - Renato Vrbičić, chorwacki piłkarz wodny (ur. 1970)
- 2019:
  - Armand De Decker, belgijski polityk, przewodniczący Senatu (ur. 1948)
  - Léon Kalenga Badikebele, kongijski duchowny katolicki, arcybiskup, nuncjusz apostolski (ur. 1956)
  - Sylvia Miles, amerykańska aktorka (ur. 1924)
  - Wojciech Nowiński, polski trener piłki ręcznej, komentator sportowy (ur. 1948)
- 2020:
  - Włodzimierz Bednarski, polski aktor (ur. 1935)
  - Lino Garavaglia, włoski duchowny katolicki, biskup Cesena-Sarsina (ur. 1927)
  - William S. Sessions, amerykański prawnik, polityk, urzędnik państwowy, dyrektor FBI (ur. 1930)
- 2021:
  - Krystyna Chojnowska-Liskiewicz, polska żeglarka, projektantka i konstruktorka okrętów (ur. 1936)
  - Anatolij Czukanow, rosyjski kolarz szosowy (ur. 1954)
  - Witold Kieżun, polski podporucznik, żołnierz AK, uczestnik powstania warszawskiego, ekonomista, teoretyk zarządzania, wykładowca akademicki (ur. 1922)
  - Edward Kruk, polski fotograf (ur. 1932)
  - Marco Maciel, brazylijski prawnik, polityk, gubernator stanu Pernambuco, wiceprezydent Brazylii (ur. 1940)
  - Ihar Żalazouski, białoruski łyżwiarz szybki (ur. 1963)
- 2022:
  - Philip Baker Hall, amerykański aktor (ur. 1931)
  - Věslav Michalik, czeski fizyk, samorządowiec, polityk (ur. 1963)
- 2023:
  - Silvio Berlusconi, włoski przedsiębiorca, działacz sportowy, polityk, premier Włoch, eurodeputowany (ur. 1936)
  - Patrick Gasienica, amerykański skoczek narciarski (ur. 1998)
  - Mette Gjerskov, duńska polityk, minister rolnictwa (ur. 1966)
  - Harvey Glance, amerykański lekkoatleta, sprinter (ur. 1957)
  - Zbigniew Hałatek, polski operator filmowy (ur. 1952)
  - Carol Higgins Clark, amerykańska pisarka (ur. 1956)
  - Treat Williams, amerykański aktor (ur. 1951)
  - Wiaczesław Zajcew, rosyjski siatkarz (ur. 1952)
- 2024:
  - Neil Goldschmidt, amerykański prawnik, polityk, sekretarz transportu (ur. 1940)
  - Zdzisław Pawlak, polski duchowny katolicki, filozof, etyk, wykładowca akademicki (ur. 1942)
  - José Enrique Pons Grau, hiszpański nauczyciel, polityk, eurodeputowany (ur. 1948)
  - Jerry West, amerykański koszykarz, trener, działacz sportowy (ur. 1938)
  - Grzegorz Węcławowicz, polski geograf (ur. 1943)
  - Wiaczesław Zudow, rosyjski pułkownik lotnictwa, kosmonauta (ur. 1942)
- 2025:
  - Maurice Gee, nowozelandzki pisarz (ur. 1931)
  - Zoltán Horváth, węgierski szablista (ur. 1937)
  - Józef Jarmuła, polski żużlowiec (ur. 1941)
  - Radu Stroe, rumuński inżynier, polityk, minister spraw wewnętrznych (ur. 1949)